# Turismo en la provincia de Palencia
El turismo en la provincia de Palencia no ha sido históricamente una fuente abundante de ingresos. A la Catedral de Palencia se la llama «La Bella Desconocida» apelativo que se generaliza a la capital e incluso a toda la provincia. En los últimos años la actividad ha ido creciendo leve pero constantemente y la extensa oferta turística está resultando acondicionada en infinidad de lugares para los visitantes.

## Contexto
La provincia de Palencia destaca, al igual que la comunidad autónoma de Castilla y León, por el gran número de lugares de interés turístico principalmente relacionados con el turismo rural. No en vano se trata de una provincia con más de 400 núcleos poblados y una escasa densidad de población. Esto lleva a una escasa presión sobre el medio rural y, por tanto, a una gran cantidad de parajes naturales ricos y en los cuales la presencia humana pasa a un segundo plano.

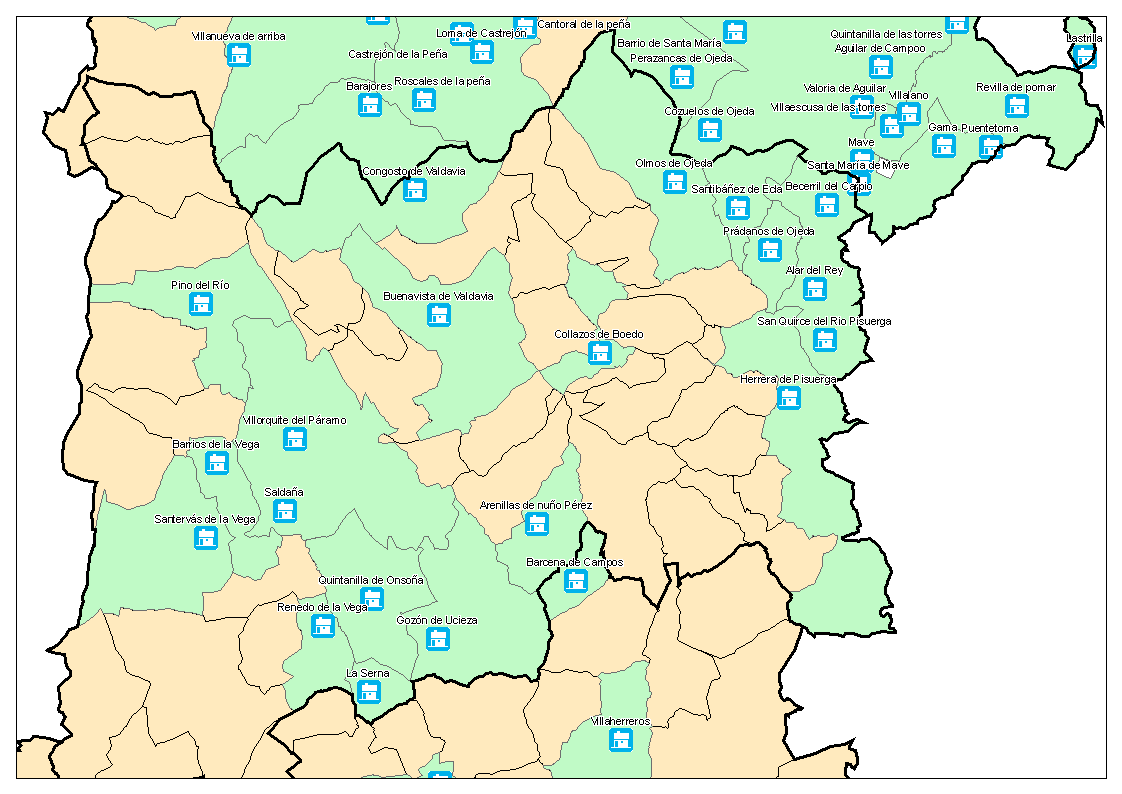
Turismo Rural Comarca de Páramos y Valles
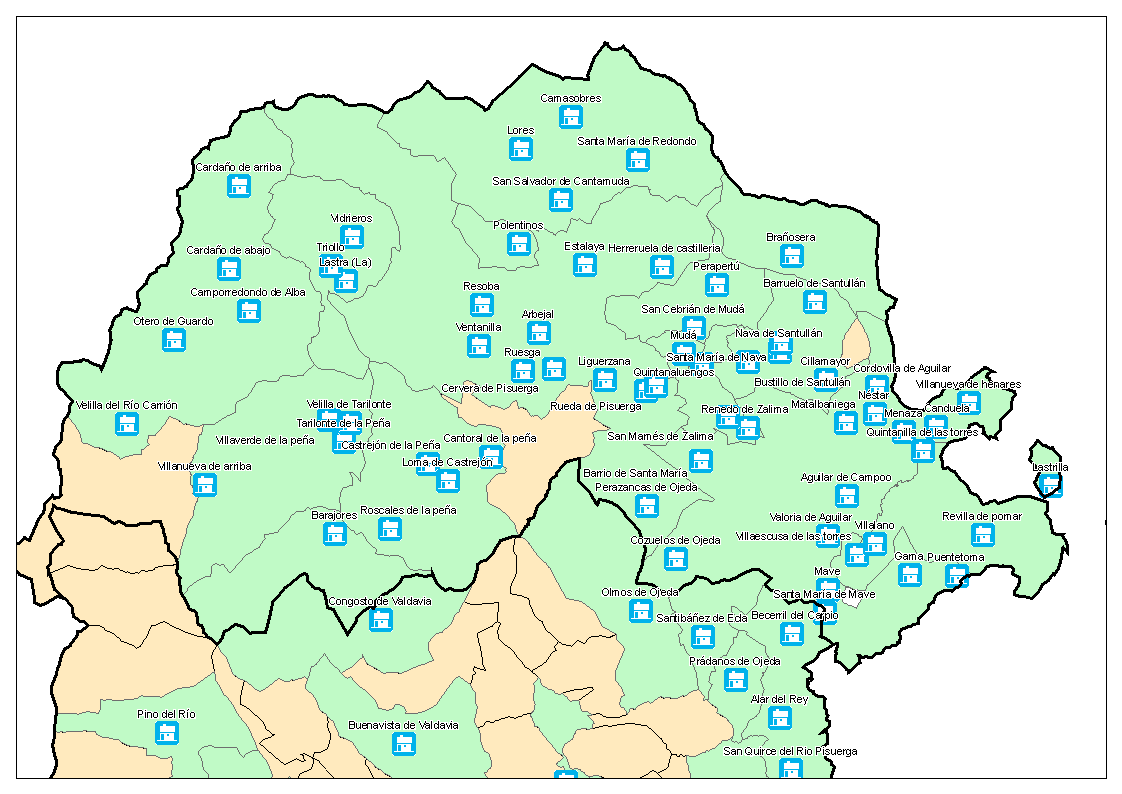
Turismo Rural Comarca de la Montaña Palentina
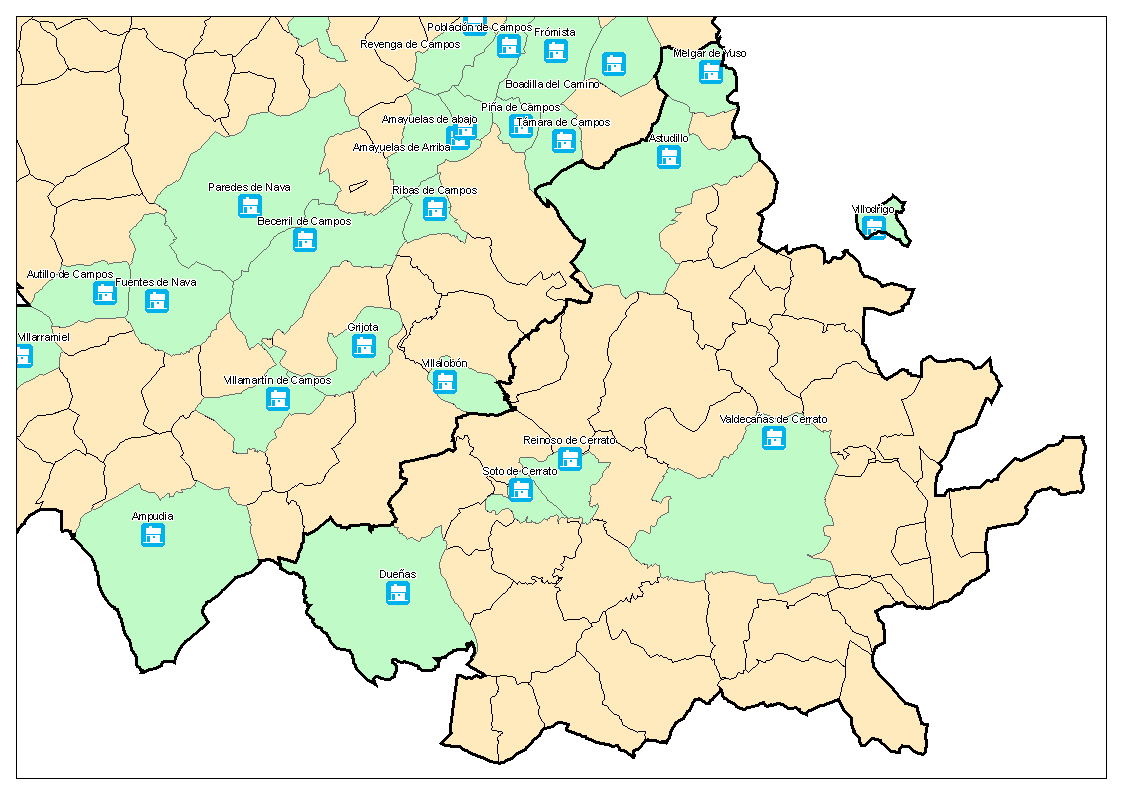
Turismo Rural Comarca del Cerrato Palentino
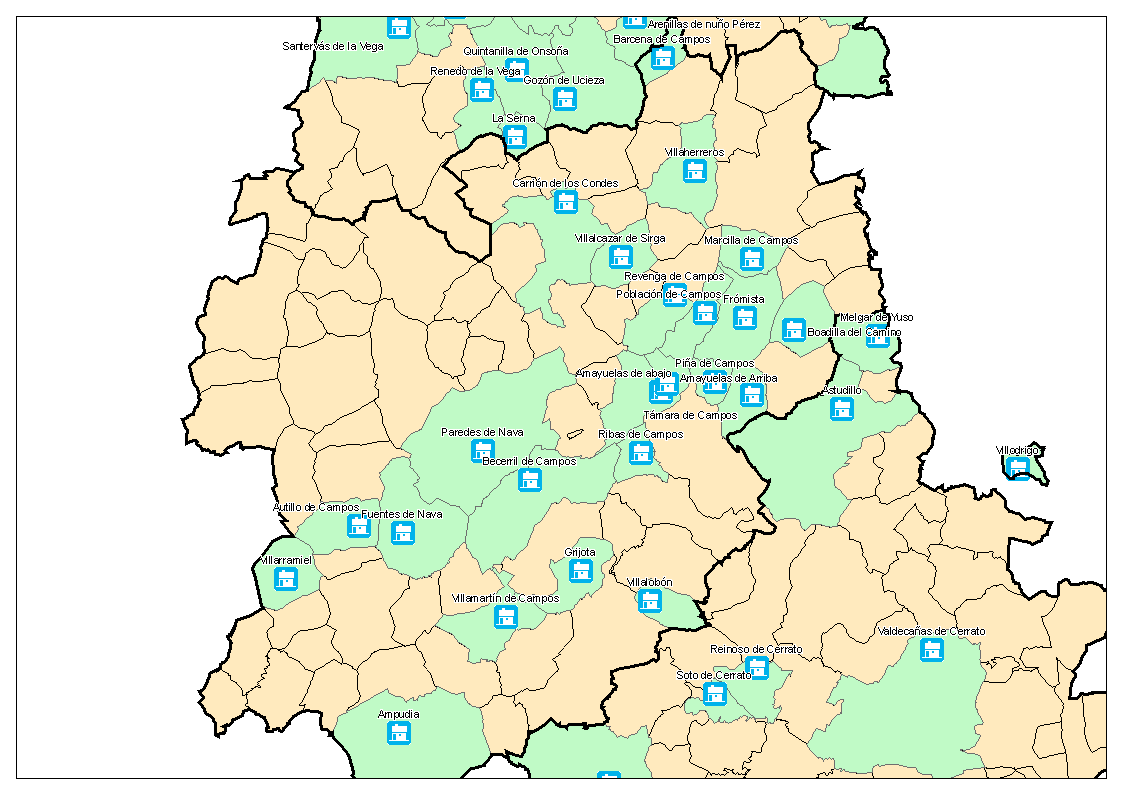
Turismo rural en la Tierra de Campos palentina

## Equipamientos

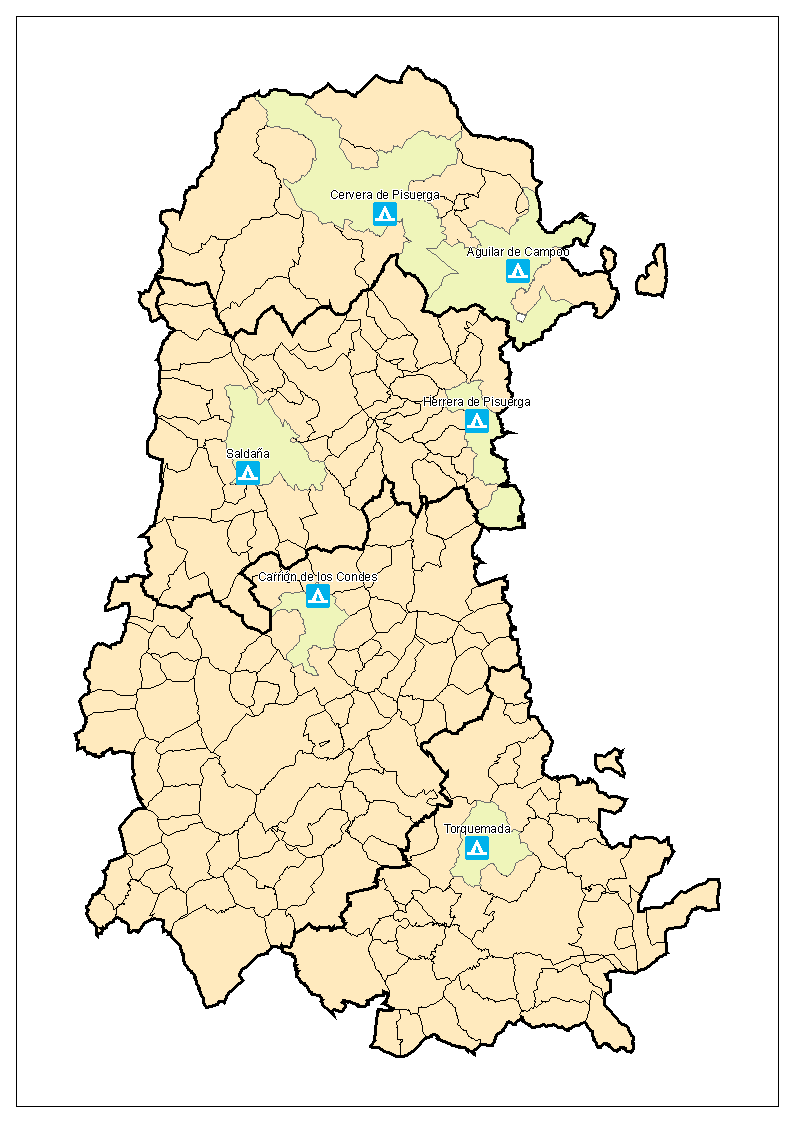
Cámpines en la Provincia

A lo largo y ancho de la provincia existe una gran variedad de establecimientos hoteleros: apartamentos turísticos, cámpines (Saldaña, Carrión de los Condes, Aguilar de Campoo, Cervera de Pisuerga, Herrera de Pisuerga y Torquemada), casas rurales, centros de turismo rural, el Parador Nacional de Cervera, hoteles (sólo en la capital ya hay cuatro con categoría de cuatro estrellas) y posadas en los que alojarse. En las diferentes oficinas de información turística existentes en las cabeceras municipales, se puede encontrar información sobre actividades turísticas para realizar, restaurantes donde comer, etc.

## Patrimonio
La provincia de Palencia destaca, por su rico y variado patrimonio artístico:

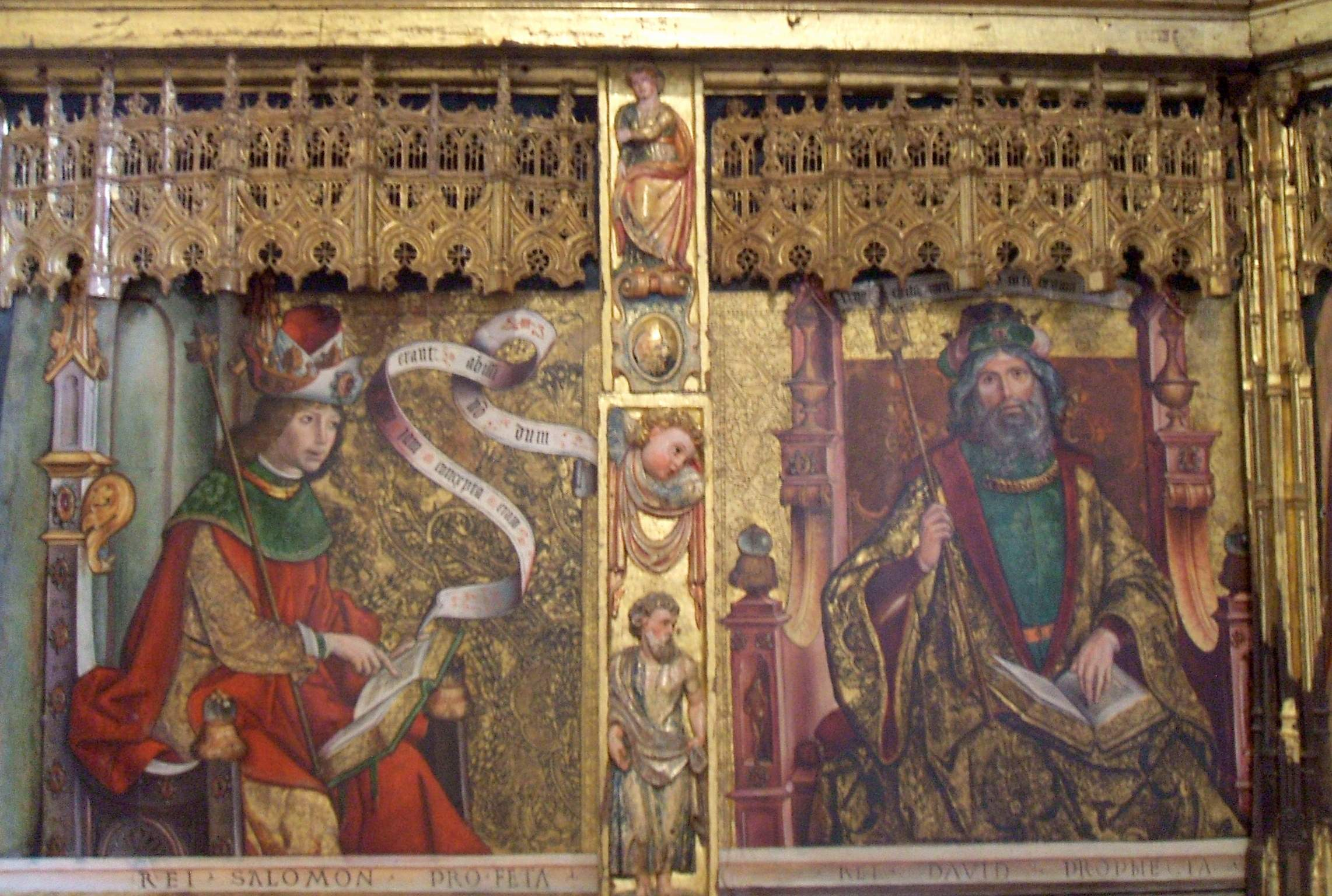
Los reyes Salomón y David, por Pedro Berruguete, Iglesia de Santa María (Becerril de Campos).

- Las diferentes muestras de Arte románico. Una de las mejores muestras de este estilo en Europa. Concentra la mayor cantidad de monumentos románicos por superficie de este continente. Destaca entre todas la Iglesia de San Martín de Frómista, considerada como uno de los arquetipos fundamentales del románico español. Son candidatas a Patrimonio de la Humanidad.

- Camino de Santiago, a su paso por la provincia, tanto por sus paisajes como por el patrimonio histórico que le rodea. Destacan las localidades de Frómista, Carrión de los Condes y Villalcázar de Sirga. Es Patrimonio de la Humanidad por la Unesco.

- Iglesias y museos de la Tierra de Campos. Inmersos en el potente paisaje de Tierra de Campos típicamente castellano.

- Villas Romanas: Cuentan con restos romanos muy importantes donde destacan los mosaicos. Las dos Villas principales son La Olmeda en Pedrosa de la Vega y La Tejada en Quintanilla de la Cueza

- Canal de Castilla, el 80% de su recorrido transcurre por esta provincia. Destacan las esclusas, el puerto fluvial de Alar del Rey, la dársena de Palencia y las rutas en bicicleta siguiendo el canal. Atraviesa importantes localidades como Alar del Rey, Frómista, Grijota o la propia Palencia.

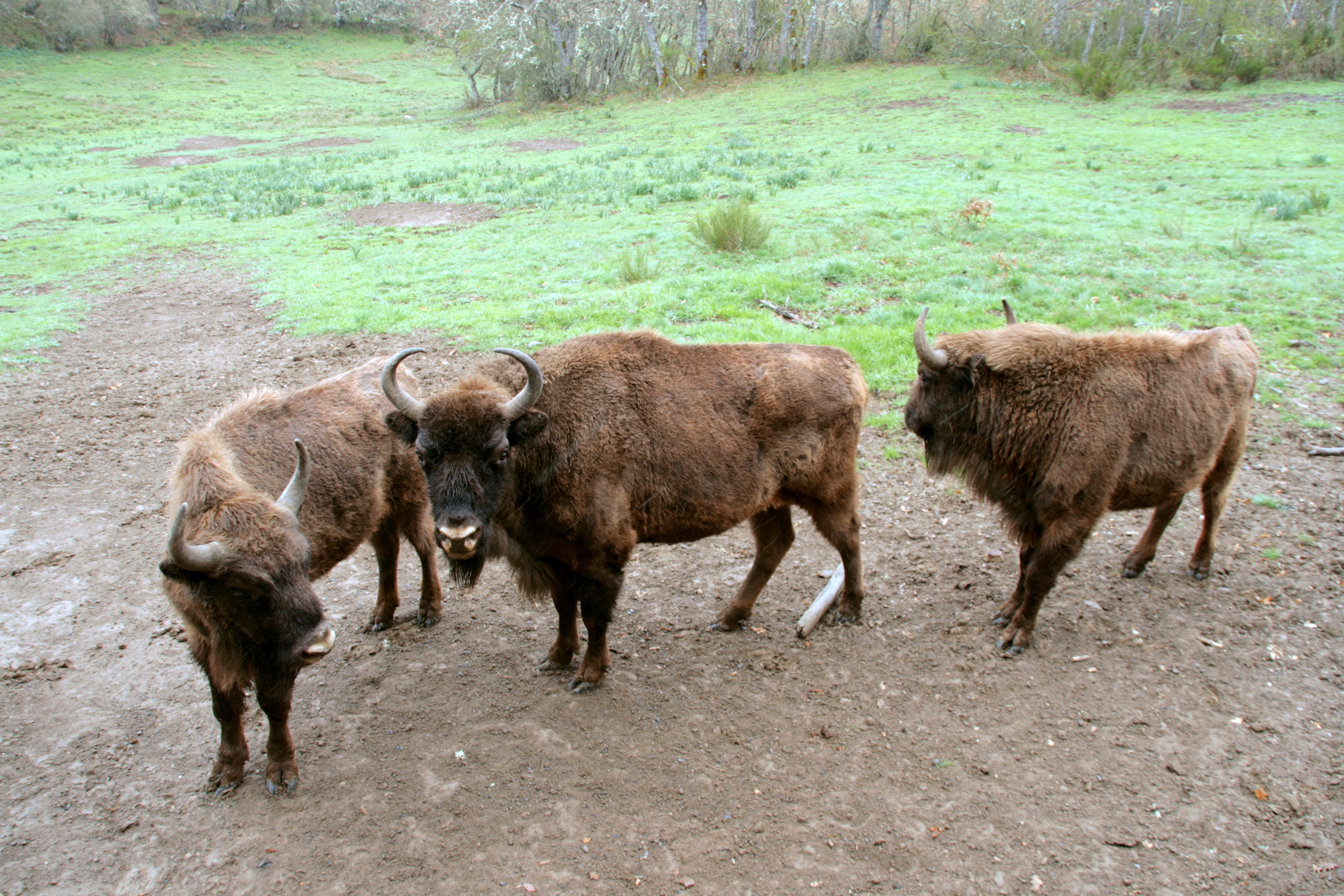
Reserva del Bisonte Europeo, en San Cebrián de Mudá

- Turismo en la comarca de la Montaña Palentina, destacando sus Parajes naturales (enmarcados en el parque natural Montaña Palentina y la Ruta de los Pantanos.
- Turismo en la comarca del Cerrato, destaca el Museo del Cerrato Castellano y las Bodegas de Baltanás.

- Vías verdes, antiguas vías de ferrocarril remodeladas como vías para ciclistas, caminantes o personas con discapacidad.[1]

- Avistamiento de Aves: en la Laguna de la Nava de Fuentes.

- Turismo urbano: Principalmente por su capital: Palencia. Destaca por la cantidad y calidad de sus iglesias góticas y renacentistas, su catedral, sus puentes emblemáticos, las riberas del Carrión, los múltiples edificios civiles modernistas de la Calle Mayor y de Jerónimo Arroyo y las extensas zonas verdes que la convierten el la primera por habitante de España en parques. El Cristo del Otero, que domina la ciudad y varios museos son otros atractivos de esta ciudad desconocida por el turismo.

## Fiestas de interés turístico

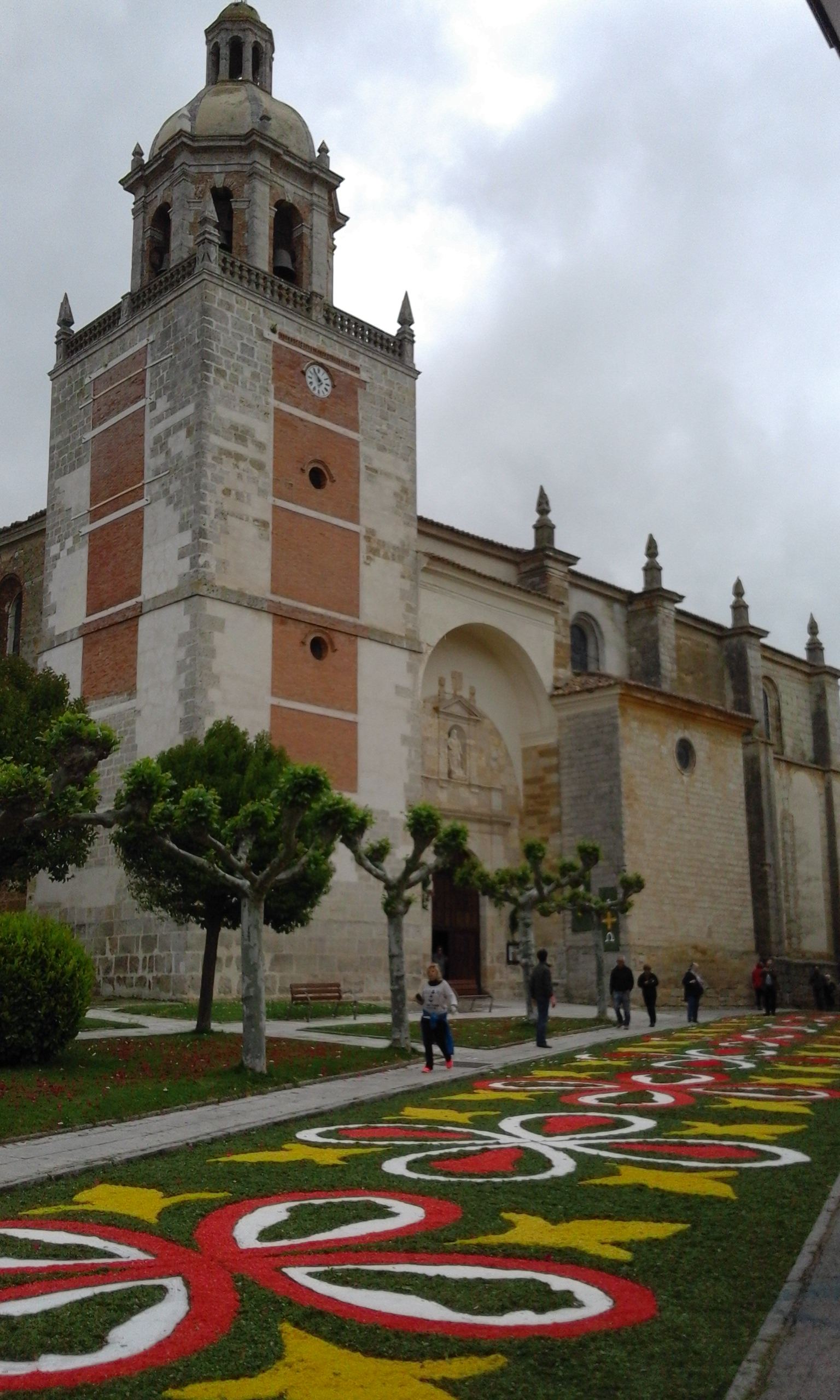
Plaza de San Andrés de Carrión de los Condes decorada con alfombras durante el día del Corpus Christi 2016. De fondo, la iglesia de San Andrés

Palencia y su provincia tienen un gran número de fiestas de interés turístico, a nivel internacional, nacional y regional.
| Fiestas de interés turístico               | Fiesta                                       | Lugar                                                | Fecha                                        |
| ------------------------------------------ | -------------------------------------------- | ---------------------------------------------------- | -------------------------------------------- |
| Fiestas de Interés Turístico Internacional | Semana Santa en Palencia.                    | Palencia                                             | marzo-abril.                                 |
| Fiestas de Interés Turístico Nacional      | El Bautizo del Niño                          | Palencia                                             | Tarde del 1 de enero                         |
| Fiestas de Interés Turístico Nacional      | Descenso Internacional del Carrión           | Velilla del Río Carrión                              | En torno al 15 de agosto                     |
| Fiestas de Interés Turístico Regional      | Romería de Santo Toribio                     | Palencia                                             | Domingo más cercano al día del Santo (abril) |
| Fiestas de Interés Turístico Regional      | Corpus Christi                               | Carrión de los Condes                                | variable, según la fecha de la Semana Santa. |
| Fiestas de Interés Turístico Regional      | San Juan Bautista                            | Baños de Cerrato                                     | 24 de junio                                  |
| Fiestas de Interés Turístico Regional      | Día de Fuentes Carrionas - Montaña Palentina | Puente Agudín (municipio de Velilla del Río Carrión) | julio                                        |
| Fiestas de Interés Turístico Regional      | Festival de Exaltación del Cangrejo de Río   | Herrera de Pisuerga                                  | agosto                                       |
| Fiestas de Interés Turístico Regional      | Gran Paella Ollerense                        | Olleros de Pisuerga                                  | agosto                                       |
| Fiestas de Interés Turístico Regional      | San Bartolomé                                | Villarramiel                                         | En torno al 24 de agosto                     |
| Fiestas de Interés Turístico Regional      | Fiestas Patronales de la Virgen del Valle.   | Saldaña                                              | Del 5 al 10 de septiembre                    |

## Parques naturales

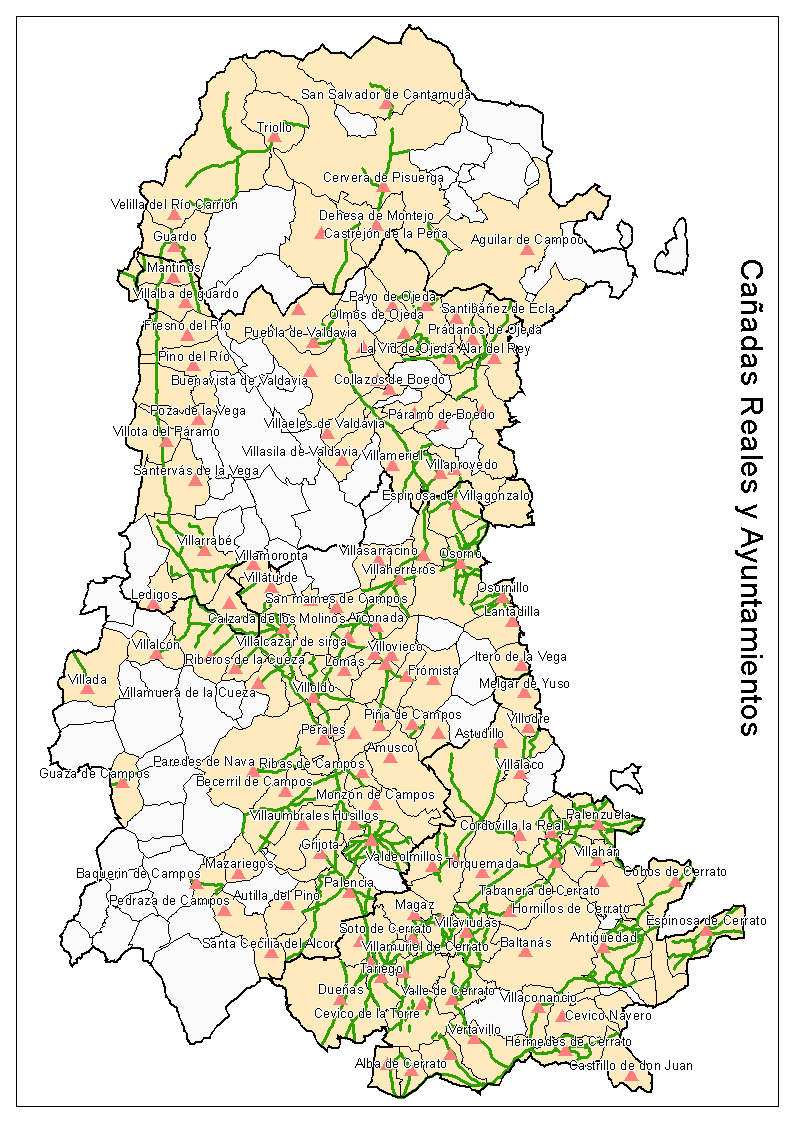
Cañadas Reales en la Provincia.

- Parque natural Montaña Palentina
- Espacio Natural de Las Tuerces
- Espacio Natural de Covalagua

## Árboles ejemplares
Destacan varios árboles de interés por su antigüedad. Los más conocidos en la provincia son El Roblón de Estalaya y algunos ejemplares de Tejos de la Tejeda de Tosande

## Rutas de senderismo en laMontaña Palentina
- El Lago de las Lomas
- El Valle de Pineda y el Pozo Curavacas
- El Roblón de Estalaya
- Valdecebollas y El Cueto
- La Tejeda de Tosande
- El pinar de Peña Mayor
- Valberzoso y el Collado de Somahoz

- La senda Peña del Oso
- La senda del escultor Ursi

- Monumento natural de las Tuerces
- Ruta de los Pantanos